# Liste des drapeaux de l'Irlande
Cette liste des drapeaux de l'Irlande regroupe les drapeaux de l'Irlande et ceux de l'Irlande du Nord.

## Drapeaux de la république d'Irlande

### Drapeau national
| Drapeau | Date  | Utilisation          | Description |
| ------- | ----- | -------------------- | --- |
|         | 1919- | Drapeau de l'Irlande | Drapeau tricolore, avec trois bandes verticales verte (symbolise le nationalisme irlandais), blanche (symbolise la Paix) et orange (symbolise l'unionisme). |

### Étendard présidentiel
| Drapeau | Date  | Utilisation           | Description                                                                               |
| ------- | ----- | --------------------- | ----------------------------------------------------------------------------------------- |
|         | 1945- | Étendard présidentiel | Harpe de Brian Boru (harpe d'or aux cordes d'argent) sur fond bleu de saint Patrick (en). |

### Drapeaux provinciaux
| Drapeau | Date | Utilisation                            | Description |
| ------- | ---- | -------------------------------------- | --- |
|         |      | Drapeau des quatre provinces d'Irlande | Les quatre quarts du drapeau représentent chacun une province : Ulster (en bas à gauche), Munster (en haut à gauche), Connacht (en haut à droit) et Leinster (en bas à droite).                                             |
|         |      | Drapeau d'Ulster                       | Les armoiries d'Ulster sont une combinaison des armes de deux des familles les plus influentes de la province : la croix de Burgo (croix de saint George rouge sur fond jaune) et la main de O Neill (main rouge d'Ulster). |
|         |      | Drapeau de Munster                     | Les armoiries de Munster représentent trois couronnes antiques en or sur un fond bleu azur. |
|         |      | Drapeau de Connacht                    | Les armoiries de Connacht représentent un aigle (à gauche) et une main (à droite), divisés en leur milieu. |
|         |      | Drapeau de Leinster                    | Les armoiries de Leinster sont une harpe de Brian Boru (harpe d'or aux cordes d'argent) sur un fond vert. |
|         |      | Drapeau de Mide                        | L'ancienne province de Mide, comprenant les actuels comtés de Meath et Westmeath, était symbolisé sur les blasons par une représentation d'un personnage royal assis sur un trône sur un fond bleu azur.                    |

### Drapeaux militaires
| Drapeau | Date | Utilisation                                 | Description                                                         |
| ------- | ---- | ------------------------------------------- | ------------------------------------------------------------------- |
|         |      | Naval Jack Utilisé par la marine irlandaise | Harpe de Brian Boru (harpe d'or aux cordes d'argent) sur fond vert. |

### Autres drapeaux
| Drapeau | Date      | Utilisation | Description                                                                            |
| ------- | --------- | --- | -------------------------------------------------------------------------------------- |
|         | 1783-     | Drapeau de saint Patrick Aussi connu sous le nom de Croix de saint Patrick, il symbolise Patrick d'Irlande, saint patron de l'Irlande. Utilisé par les unionistes | Sautoir rouge sur fond blanc.                                                          |
|         | 1821–1922 | Drapeau du Vice-roi d'Irlande. Ce drapeau était utilisé pour représenter l'Irlande lors de son appartenance au Royaume-Uni de Grande-Bretagne et d'Irlande.       | Union Jack avec les armoiries de l'Irlande                                             |
|         | 1893-     | Sunburst Flag Utilisé par les nationalistes et républicains. | Soleil d'or partiellement caché au coin gauche inférieur sur un fond bleu.             |
|         | 1930-     | Starry Plough Utilisé par les socialistes, nationalistes et républicains.                                                                                         | Étoiles blanches, formant la constellation de la Grande Ourse, sur un fond bleu clair. |
|         | 1920-1940 | Drapeau des Blueshirts Utilisé par les membres de l'organisation quasi-fasciste Army Comrades Association                                                         | Sautoir rouge sur fond bleu.                                                           |

## Drapeaux de l'Irlande du Nord

### Drapeaux officiels

#### Actuels
| Drapeau | Date  | Utilisation                                                                | Description |
| ------- | ----- | -------------------------------------------------------------------------- | --- |
|         | 1801- | Union Jack Utilisé comme drapeau du Royaume-Uni Utilisé par les unionistes | Superposition des drapeaux de l'Angleterre, de l'Écosse et du drapeau de saint Patrick représentant l'Irlande. |
|         | 1837- | Royal Standard Bannière du Souverain du Royaume-Uni (actuel : Charles III) | Séparé en quatre quarts : le premier et quatrième contiennent trois lions d'or sur un fond rouge (représentant le Royaume d'Angleterre) ; le second contient un lion rouge sur un fond d'or (représentant le Royaume d'Ecosse) ; le troisième contient une harpe d'or sur un fond bleu (représentant le Royaume d'Irlande). |

#### Anciens
| Drapeau | Date      | Utilisation                                       | Description |
| ------- | --------- | ------------------------------------------------- | --- |
|         | 1922–1973 | Drapeau personnel du Gouverneur d'Irlande du Nord | Un Union Jack avec en son centre les armoiries de l'Irlande du Nord. |
|         | 1953–1972 | Ulster Banner Utilisé par les unionistes          | Croix de saint George rouge sur un fond blanc à laquelle a été ajoutée la main rouge d'Ulster couronnée, au centre d'une étoile blanche à six branches (représentant les six comtés d'Irlande du Nord). |

### Autres drapeaux
| Drapeau | Date  | Utilisation | Description |
| ------- | ----- | --- | --- |
|         | 1264– | Drapeau d'Ulster Symbolise la province d'Ulster, qui regroupe toute l'Irlande du Nord et trois comtés d'Irlande                                                   | Les armoiries d'Ulster sont une combinaison des armes de deux des familles les plus influentes de la province : la croix de Burgo (croix de saint George rouge sur fond jaune) et la main de O Neill (main rouge d'Ulster).        |
|         | 1783- | Drapeau de saint Patrick Aussi connu sous le nom de Croix de saint Patrick, il symbolise Patrick d'Irlande, saint patron de l'Irlande. Utilisé par les unionistes | Sautoir rouge sur fond blanc. |
|         | 1893- | Sunburst Flag Utilisé par les nationalistes et républicains. | Soleil d'or partiellement caché au coin gauche inférieur sur un fond bleu. |
|         | 1930- | Starry Plough Utilisé par les socialistes, nationalistes et républicains.                                                                                         | Étoiles blanches, formant la constellation de la Grande Ourse, sur un fond bleu clair. |
|         |       | Drapeau non-officiel de l'Ulster Nation Utilisé par le mouvement politique nationaliste nord-irlandais (à ne pas confondre avec les nationalistes irlandais)      | Croix de saint André rouge (ou croix de saint Patrick) sur un fond bleu, à laquelle a été ajoutée la main rouge d'Ulster couronnée, au centre d'une étoile blanche à six branches (représentant les six comtés d'Irlande du Nord). |